# HD 31529
HD 31529，又名CD-39 1691，SAO 195400、HR 1584，是一颗恒星，视星等为6.1，位于銀經243.46，銀緯-38.65，其B1900.0坐标为赤經4h 51m 33.8s，赤緯-39° -38.65′ 21″。